# Utiroa
Utiroa är en ort i Kiribati.   Den ligger i örådet Tabiteuea och ögruppen Gilbertöarna, i den sydöstra delen av landet, 300 km sydost om huvudstaden Tarawa. Utiroa Village ligger 11 meter över havet och antalet invånare är 571. Den ligger på ön Eanikai.
Terrängen runt Utiroa Village är mycket platt.  Närmaste större samhälle är Eita Village, 5,3 km nordväst om Utiroa Village. 